# 에른스트 아우구스트 폰 하노버 (1845년)

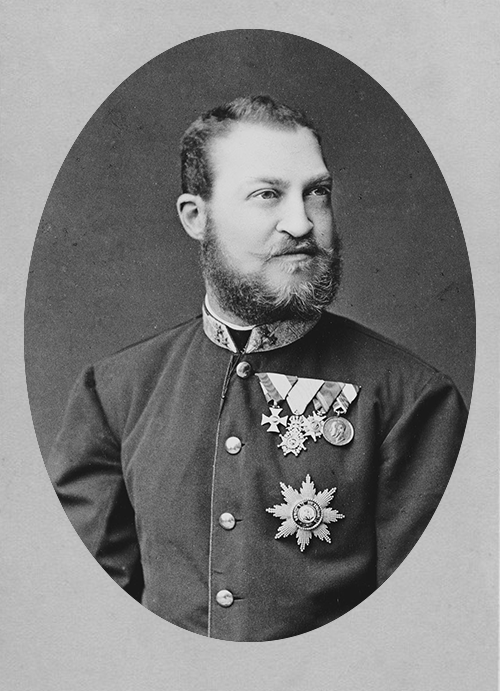
에른스트 아우구스트 폰 하노버

에른스트 아우구스트 폰 하노버(Ernst August von Hannover, 1845년 9월 21일 ~ 1923년 11월 14일)는 하노버의 게오르크 5세와 그의 아내 마리 폰 작센알텐부르크 사이에서 태어난 장남이자 외아들이었다. 에른스트 아우구스투스는 1866년 프로이센에 의해 하노버가 합병된 후 1884년 브런즈윅 공국에서 왕위를 박탈당했다. 어니스트 아우구스투스는 제1차 세계 대전에서 독일 편에 섰다는 이유로 영국 귀족 지위와 명예를 박탈당했다.